# (7797) Morita
(7797) Morita (1996 BK2) – planetoida z pasa głównego asteroid okrążająca Słońce w ciągu 5,69 lat w średniej odległości 3,19 j.a. Odkryta 26 stycznia 1996 roku.